# Tratado Hay-Bunau-Varilla

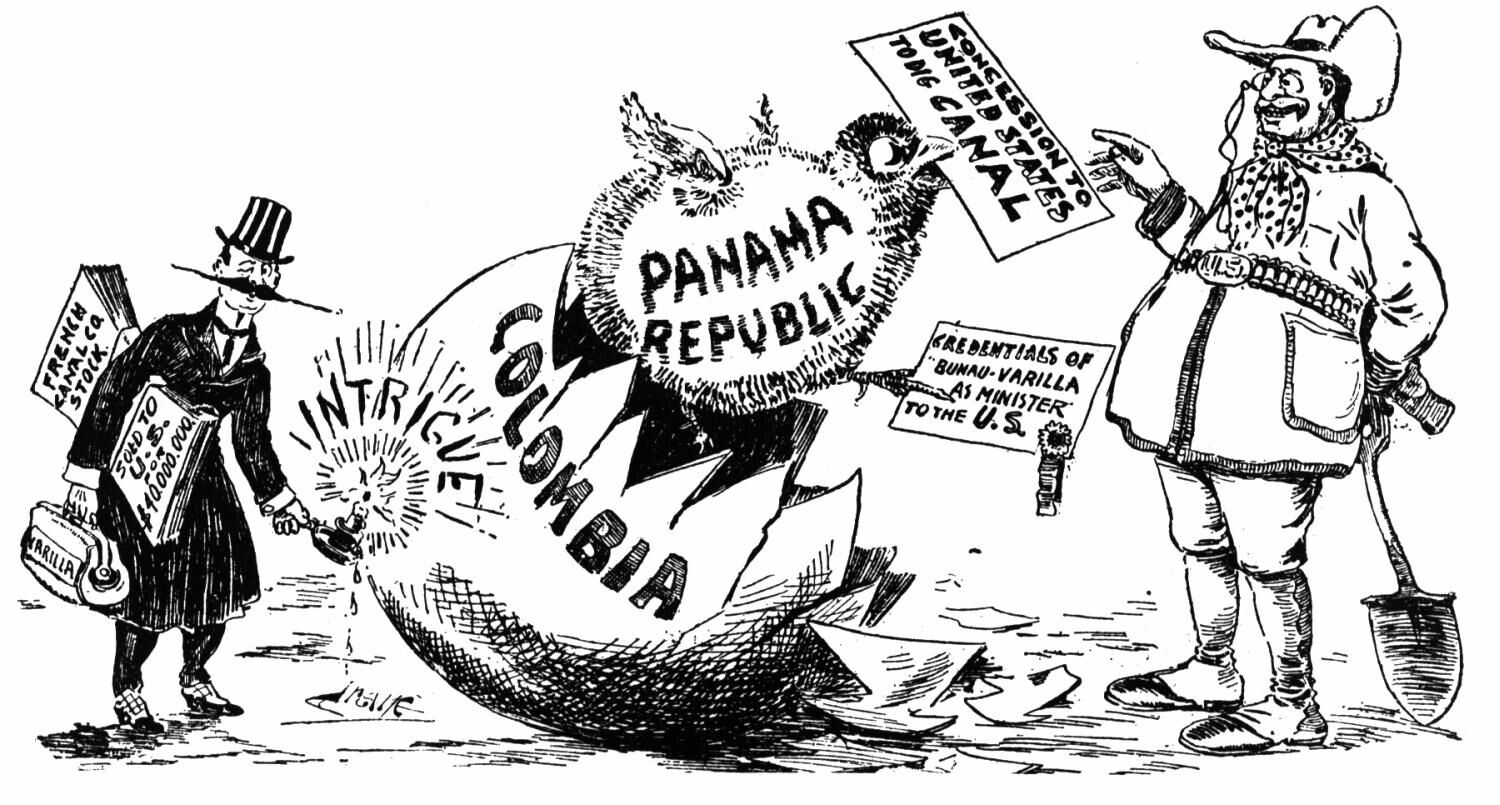
Cartum editorial de 1903 sobre tratado

O Tratado Hay-Bunau Varilla, Convenção do Canal através do Istmo ou Convenção do Canal do Istmo, foi um acordo internacional entre os governos do Panamá e dos Estados Unidos para a construção do Canal do Panamá.
O tratado foi assinado em 18 de novembro de 1903, por Philippe Bunau-Varilla, representante do Governo do Panamá e John Milton Hay, representante dos Estados Unidos, poucos dias após a separação do Panamá da Colômbia. O referido tratado, além de seu objetivo principal, continha cláusulas que na prática colocavam o Panamá sob a proteção dos Estados Unidos para garantir sua separação e prevenir ações militares da Colômbia em resposta à sua secessão. Além disso, permitiu estabelecer o domínio dos americanos sobre uma faixa de 10 km de largura, sobre a qual passaria o Canal do Panamá e que foi chamada de Zona do Canal do Panamá.
Esse tratado vigorou até 1.º de outubro de 1979, data em que entraram em vigor os tratados Torrijos-Carter, com os quais se encerrou a presença e administração dos Estados Unidos no Canal do Panamá.

## Antecedentes
O Panamá foi parte integrante de todas as formas de organização política e territorial que a República da Colômbia teve de 1831 a 1903, com cerca de dezessete tentativas de secessão e duas separações consumadas durante o século XIX. motivos pelos quais o departamento do Panamá declarou sua separação da Colômbia em 3 de novembro de 1903 são o fracasso da construção do Canal do Panamá, pela Compagnie Universelle du Canal do Panamá; a Guerra dos Mil Dias, que causou grandes perdas humanas e materiais no istmo; as velhas pretensões autonomistas da classe política panamenha e a rejeição do Tratado Hay-Herran pelo Congresso colombiano. Os separatistas panamenhos foram apoiados pelo governo do presidente dos Estados Unidos Theodore Roosevelt, para quem a construção do Canal do Panamá era um objetivo geoestratégico.
Na tarde de 4 de novembro de 1903, o governo provisório proclamou formalmente a República do Panamá. Em 6 de novembro, o governo dos Estados Unidos, por meio do secretário de Estado John M. Hay, fez o reconhecimento de fato da nova nação, por meio de um telegrama enviado ao cônsul panamenho.
Enquanto o novo país se organizava institucionalmente, Phillipe Bunau-Varilla, como recompensa por sua ajuda na insurreição, vinha insistindo em sua nomeação como Ministro plenipotenciário do Panamá nos Estados Unidos, já que havia cumprido sua parte no pacto acordado Manuel Amador Guerrero (mais tarde o primeiro presidente eleito do Panamá) em Nova York, em 20 de outubro de 1903, quando a separação do Panamá estava em fase preparatória.
Os argumentos de Bunau-Varilla para insistir na celeridade de sua nomeação baseavam-se no impedimento de atuar como Ministro Plenipotenciário do Panamá na ausência de nomeação oficial. No mesmo dia 6 de novembro, recebeu da Junta do Governo Provisório da República do Panamá, a notificação que o nomeou Enviado Extraordinário e Ministro Plenipotenciário perante o Governo dos Estados Unidos com plenos poderes para negociações políticas e financeiras.

## O tratado
Em 15 de novembro, Hay enviou a Bunau-Varilla um projeto de tratado baseado no rejeitado Tratado Hay-Herran, um tanto modificado, para se conformar às condições que haviam surgido na época, e pediu-lhe que o devolvesse o mais breve que possível. O doutor Ernesto Castillero Pimentel em sua obra "Relações entre o Panamá e os Estados Unidos" afirma: "A questão de quem foi o autor do Tratado do Canal de 1903 não foi elucidada. É creditado a Bunau Varilla, Secretário Hay, Presidente Roosevelt, Srs. Root, Knox e Shaw, Almirante Walker, e o advogado consultor de Bunau Varilla, Frank Pavey". Bunau-Varilla fez algumas modificações no projeto e ainda não satisfeito, ele redigiu um novo tratado baseado em quatro fatos:
1. A neutralidade do Canal do Panamá;
2. Igualdade para todas as bandeiras, tanto a americana quanto as demais;
3. O pagamento ao Panamá dos dez milhões de dólares, originalmente destinados à Colômbia;
4. A proteção do Panamá contra qualquer agressão.

Com o Tratado de 1903, os Estados Unidos da América conseguem assegurar as vantagens que não poderiam obter com o Tratado Hay-Herran por não ter sido ratificado pelo Senado colombiano. Abaixo, podemos ver uma tabela comparativa de ambos os tratados:
| Tratado Hay-Herran | Tratado Bunau Varilla-Hay                                                                                                 |
| --- | --- |
| - | Os Estados Unidos garantem e manterão a independência do Panamá                                                           |
| Aqueduto gratuito após 50 anos, sem nenhuma outra condição que o pagamento de um aluguel de água razoável durante esse período                                                | Aqueduto cedido após 50 anos mediante pagamento nesse período do seu custo, acrescido de juros de 20%                     |
| Concessão por períodos renováveis de 100 anos | Concessão perpétua |
| Desapropriação de terras para o canal ... avaliada de acordo com as leis da Colômbia                                                                                          | Desapropriação de terras e propriedades para o Canal, avaliadas com base no seu valor de 1903                             |
| Desapropriação de terrenos e propriedades para o Canal, sem limitação quanto à valoração dos valores, de acordo com as normas gerais do direito colombiano para sua aplicação | Desapropriação de terrenos e propriedades para o Canal, avaliados com base em seus valores em 1903                        |
| É dada uma zona de 10 quilômetros, ou seja, 6 milhas de largura mais ou menos                                                                                                 | Zona de 10 milhas de largura                                                                                              |
| Jurisdição judicial na Zona do Canal exercida por tribunais mistos colombiano-americanos                                                                                      | Jurisdição policial e judicial exercida exclusivamente pelos Estados Unidos                                               |
| O princípio da neutralidade do canal é mantido | O princípio da neutralidade do canal é violado                                                                            |
| O uso e ocupação das ilhas estratégicas Naos, Perico, Flamenco e Culebra são transferidos, sem serem incluídos na Zona                                                        | As ilhas de Naos, Perico, Flamenco e Culebra são cedidas como parte da Zona e perpetuamente                               |
| Os direitos e privilégios concedidos não afetam "a soberania da República da Colômbia ..."                                                                                    | "Os direitos, o poder e a autoridade que os Estados Unidos possuiriam e exerceriam se fossem soberanos do território ..." |